# کاکائو تی‌وی
کاکائو تی‌وی (انگلیسی: KakaoTV) یک تلویزیون اینترنتی اوتی‌تی، پخش اینترنتی شخصی و سرویس پخش ویدئو متعلق به کاکائو انترتینمنت در کره جنوبی است که در ۱۶ ژوئن ۲۰۱۵ راه‌اندازی شد.